# Gobierno Provisional del País Vasco
El Gobierno Provisional del País Vasco, también denominado Gobierno de Euzkadi (de acuerdo con la ortografía usada en la década de 1930; en euskera: Euzko Jaurlaritza / Eusko Jaurlaritza), fue la institución de gobierno autónomo de la región española del País Vasco, constituida el 7 de octubre de 1936, al inicio de la guerra civil española, bajo la presidencia del lendakari José Antonio Aguirre, del Partido Nacionalista Vasco.

## Historia

### La formación del Gobierno y el «oasis vasco»
Ante la imposibilidad de celebrar elecciones al parlamento vasco a causa de la guerra, en una disposición transitoria del Estatuto de Autonomía se estableció que el primer presidente del Gobierno vasco sería nombrado por los concejales de los ayuntamientos no ocupados por los franquistas. Así fue como el 7 de octubre de 1936 resultó elegido lendakari en la Casa de Juntas de Guernica José Antonio Aguirre, el líder del PNV, por unanimidad. Aguirre formó inmediatamente un gobierno en el que los nacionalistas vascos ocuparon las principales consejerías —Defensa (de la que se hizo cargo el propio Aguirre), Justicia y Cultura, Gobernación y Hacienda— y el resto los partidos del Frente Popular —PSOE, Izquierda Republicana, Unión Republicana, Acción Nacionalista Vasca y Partido Comunista de Euskadi—. Quedó fuera la CNT por el veto del PNV. En realidad, fue un gobierno presidencialista, ya que Aguirre concentró muchos poderes al ser al mismo tiempo lendakari y consejero de Defensa, en un momento en que la prioridad era la guerra.
El Gobierno solo ejerció su jurisdicción efectiva sobre el menguado territorio vasco bajo control republicano —Vizcaya y partes de Guipúzcoa y Álava—.
La hegemonía del PNV en el seno del Gobierno quedó patente en el programa político moderado que hizo público poco después de su constitución. En él se hacía hincapié en el respeto a la libertad religiosa y en la garantía de la seguridad del clero, lo que no estaba sucediendo en absoluto en el resto de la zona republicana. Para el mantenimiento del orden público se creaba la policía foral (Ertzaña), los presos quedaban sometidos a la jurisdicción ordinaria y se protegía a la pequeña y mediana propiedad. Además, se establecía la cooficialidad del euskera y el fomento de las «características nacionales del pueblo vasco».  La consecuencia de todo ello fue que la situación política y social del País Vasco republicano fue completamente diferente a la del resto de la zona republicana ya que allí se respetó a la Iglesia católica, no hubo revolución social ni «checas» ni tribunales actuando al margen de la ley, y existió además un pluralismo político mucho mayor. Por eso se habló del «oasis vasco».
En el momento en que fue nombrado Aguirre lendakari el frente se había estabilizado, y así permaneció hasta marzo de 1937, cuando las tropas franquistas reanudaron su ofensiva. En esos seis meses el Gobierno de Aguirre construyó una administración propia que absorbió casi todas las competencias del Estado —y también de las diputaciones forales y de los municipios— gracias al aislamiento del País Vasco de la zona principal que había permanecido fiel a la República, pero también debido al deseo del PNV de crear un «Estado vasco». Así, como ha destacado el historiador José Luis de la Granja, «de octubre de 1936 a junio de 1937, el Gobierno de Aguirre transformó lo que era un “Estatuto de mínimos” en una “autonomía de máximos”, y convirtió a Euskadi, que nació entonces por primera vez en la historia como entidad jurídico-política, en un pequeño Estado semindependiente con todos sus atributos: mantuvo relaciones exteriores a través de sus delegaciones en el extranjero, sobre todo en Francia y Gran Bretaña; formó el ejército regular de Euskadi, con unos 40 000 soldados encuadrados en 90 batallones de partidos y sindicatos, mandado políticamente (e incluso militarmente en mayo de 1937) por Aguirre como consejero de Defensa; acuñó moneda y expidió pasaportes; reorganizó la justicia, con la Audiencia Territorial, el Tribunal Popular y el Tribunal Militar de Euskadi, y concedió indultos; creó la Universidad Vasca y numerosos organismos de todo tipo, según consta en el voluminoso Diario Oficial del País Vasco (Bilbao, 1936-1937)».

Ikurriña adoptada por el Gobierno de Euzkadi.

Dado que el nuevo gobierno se encontraba aislado del resto de la España republicana (y desde la caída de Irún no poseía comunicaciones terrestres con Francia), este hubo de organizar una suerte de ejército propio para defenderse de la amenaza que se cernía sobre Vizcaya. Fueron creados un ejército (el Euzko Gudarostea, o Ejército Vasco) y una marina de guerra, (Euzko Itsas Gudarostea, o Marina de Guerra Auxiliar de Euzkadi) que intentaron hacer frente a las fuerzas del bando sublevado, especialmente las mandadas por el general Mola. Los batallones del Euzko Gudarostea formados por los nacionalistas vascos no se unificaron con las milicias de otros partidos y sindicatos permaneciendo bajo el control directo de Aguirre y del PNV. Asumiendo sus competencias de «mantenimiento de la paz social y el orden público», el Gobierno vasco reorganizó también los cuerpos de seguridad existentes (la Guardia de Asalto y la Guardia Civil) y creó una nueva organización policial que se llamaría «Ertzaña», aunque su primer nombre fue Policía Militar de Euzkadi.
A pesar de todo, el Gobierno vasco no pudo hacer frente a la superior militar de los sublevados, especialmente a los bombardeos aéreos, como fue el caso de los bombardeos de Durango y Guernica. Después de una larga campaña militar, el 19 de junio de 1937 cayó Bilbao y a principios de julio los últimos territorios bajo su jurisdicción quedaron bajo control del general Franco.
Cuatro días después de la toma de Bilbao el general Franco derogó el concierto económico de Vizcaya y el de Guipúzcoa como castigo por no haberse sumado a la sublevación, mientras confirmaba el de Álava y el Convenio de Navarra. Tras la caída de los últimos reductos vascos que todavía resistían el avance franquista los batallones del PNV abandonaban la lucha y se rindieron en Santoña, mientras que los milicianos vascos socialistas y anarquistas continuaron combatiendo en Santander y en Asturias hasta su caída en octubre de 1937.

### El Gobierno en el exilio

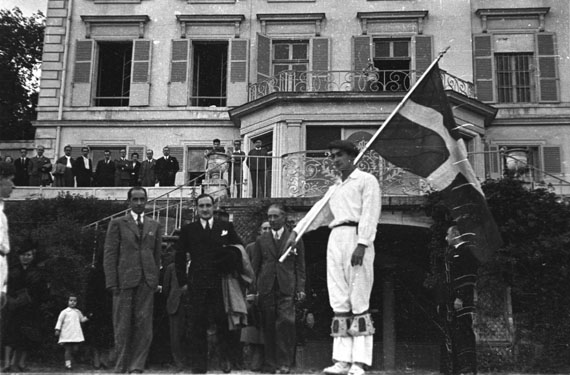
José Antonio Aguirre, con traje negro y abrigo en el brazo, con Lluís Companys (a su izquierda) en octubre de 1938 en Barcelona.

Tras la ocupación del País Vasco por las tropas franquistas, algunos líderes del gobierno vasco se trasladaron a Barcelona, donde formaron una especie de Gobierno en el exilio bajo la colaboración del Presidente Companys y la Generalidad de Cataluña. Después de la derrota militar y de los numerosos roces en el pasado, el gobierno republicano nunca volvería a considerar en serio a las "autoridades vascas".
A comienzos de 1939, tras la caída de Barcelona y la derrota republicana, el Lehendakari Aguirre marchó al exilio y con él también su gobierno, que seguiría presidiendo hasta su fallecimiento en 1960. 
La invasión alemana de Francia obligó al lehendakari José Antonio Aguirre a esconderse durante más de un año en Bélgica y en Berlín, hasta que consiguió un pasaporte que le permitió abandonar Alemania. Mientras tanto Manuel de Irujo, refugiado en Londres, fue quien asumió el liderazgo del nacionalismo vasco, y el 11 de julio de 1940 creó el Consejo Nacional de Euzkadi (CNE), que adoptó un programa claramente independentista, rechazando el Estatuto de Autonomía del País Vasco de 1936 aprobado por las Cortes republicanas. Irujo buscó el apoyo del general de Gaulle, exiliado en Londres como él, a la república vasca que proyectaba, y que se instauraría cuando acabara al guerra con la victoria de los aliados. Así el 17 de mayo de 1941 el CNE y el Consejo de la Francia Libre firmaron un acuerdo por el que una unidad de soldados y oficiales vascos se incorporaría a las Fuerzas de la Francia Libre, aunque finalmente las presiones británicas obligaron a De Gaulle a disolverla en mayo de 1942.
El gobierno británico no sólo no apoyó el proyecto independentista de Irujo, porque ponía en riesgo su política de «apaciguamiento» respecto a Franco, sino que puso en marcha una campaña de difamación contra él insinuando que su proyecto independentista contaba con el respaldo de Hitler y filtrando a la prensa el borrador de constitución de la futura república vasca que levantó una gran indignación entre el exilio republicano. En cuanto José Antonio Aguirre reapareció —consiguió llegar a Argentina a finales de 1941— retomó la dirección del nacionalismo vasco y desautorizó el proyecto independentista de Irujo, aunque mantuvo como condición ineludible para la participación del PNV en cualquier organismo de la oposición antifranquista el reconocimiento del derecho de autodeterminación para Euskadi. Así cuando el 20 de noviembre de 1943 se fundó en México la Junta Española de Liberación (JEL) el PNV no participó porque no se reconoció ese derecho. Pocas semanas después se hacía pública una declaración de oposición a la JEL firmada por el PNV, Acción Nacionalista Vasca, la federación regional de la CNT y el comité socialista de Euskadi, autodenominado Partido Socialista de Euskadi.
El Gobierno Vasco en el exilio estuvo lejos de lograr sus objetivos. Sus políticas para ganarse el apoyo de las democracias occidentales contra el franquismo lo llevaron a colaborar con el FBI estadounidense durante la guerra e, incluso, a expulsar a los miembros comunistas del gobierno para no irritar a los estadounidenses. El gobierno de los Estados Unidos vio que Franco era mucho más útil para sus propósitos durante la Guerra Fría y el ingreso de la España franquista en las Naciones Unidas en 1955 fue un duro golpe para el gobierno en el exilio. Este gobierno en el exilio continuaría existiendo hasta 1979 cuando, tras la muerte de Franco, el último lehendakari, Jesús María Leizaola, volvió al País Vasco y traspasó la legitimidad del Gobierno vasco de la República al nuevo lehendakari Carlos Garaikoetxea, elegido según el nuevo Estatuto vasco, el Estatuto de Guernica.

## Composición del Gobierno
A fecha del 7 de octubre de 1936 se constituyó oficialmente el primer gobierno autónomo del País Vasco, que quedó dispuesto de la siguiente forma:
- Lendakari: José Antonio Aguirre (PNV).
- Consejero de Defensa: José Antonio Aguirre (PNV).
- Consejero de Justicia y Cultura: Jesús María Leizaola (PNV).
- Consejero de Gobernación: Telesforo Monzón (PNV)
- Consejero de Hacienda: Heliodoro de la Torre (PNV).
- Consejero de Industria: Santiago Aznar (PSOE)
- Consejero de Trabajo, Previsión y Comunicaciones: Juan de los Toyos (PSOE); dimitió en 1943.
- Consejero de Asistencia Social: Juan Gracia (PSOE); falleció en 1941.
- Consejero de Obras Públicas: Juan Astigarrabía (EPK-PCE); dimitió en 1937.
- Consejero de Comercio y Abastecimientos: Ramón María de Aldasoro (IR).
- Consejero de Sanidad: Alfredo Espinosa (UR); fusilado por los franquistas en 1937.
- Consejero de Agricultura y Pesca: Gonzalo Nárdiz (ANV).